# VA-11 Hall-A: Cyberpunk Bartender Action
VA-11 Hall-A: Cyberpunk Bartender Action — Візуальна новела 2016 року, розроблена венесуельською студією Sukeban Games і видана Ysbryd Games. Гра була випущена для Microsoft Windows, MacOS і Linux у червні 2016 року, а пізніше були випущені порти для PlayStation Vita, PlayStation 4 і Nintendo Switch, причому порт для Vita був розроблений компанією Wolfgame і виданий Limited Run Games. Ігровий процес являє собою створення і подачу напоїв відвідувачам бару, які розповідають свої історії і діляться своїм досвідом.
У грі немає варіантів діалогу, ігровий процес не лінійний, на сюжетну лінію впливають виготовлені гравцем напої та реакція клієнтів на них. У VA-11 Hall-A представлені різноманітні персонажі, яких розробники описали як персонажів, що ніколи не були розкриті у фільмах. Згодом гравець пізнає персонажів досить добре, щоб створювати належні напої.
VA-11 Hall-A отримала схвальні відгуки критиків ще до релізу, а після релізу була сприйнята переважно позитивно, причому позитивні відгуки були спрямовані на місце дії, склад персонажів, сценарій та музику. Однак деякі рецензенти сприйняли діалоги гри як незручні, а ігровий процес - як одноманітний. Продовження, N1RV Ann-A, було заплановано на 2020 рік, але з тих пір було відкладено на невизначений термін.

## Ігровий процес

### Приміщення
Розробник, компанія Sukeban Games, описує VA-11 Hall-A як "кіберпанк-екшен про бармена", а TouchArcade - як "симулятор бармена, що поєднує в собі візуальний роман у кіберпанковій антиутопії". У грі гравець бере на себе роль бармена у "VA-11 Hall-A" (вимовляється як Валгалла), невеликому дайв-барі у похмурому центрі міста, який, як кажуть, приваблює "найзахопливішу" клієнтуру. Дія гри розгортається у 207Х році, згідно з офіційним веб-сайтом гри, VA-11 Hall-A описується як "забігайлівка про безхатченків, технології та життя у пост-антиутопії", у світі, де "корпорації панують, все людське життя інфіковане наномашинами, призначеними для пригнічення, а жахливі Білі лицарі стежать за тим, щоб усі підкорялися законам". Корупція та дефіцит продуктів харчування "процвітають" у Глітч-Сіті - місті, в якому розташовано цей однойменний бар.
У барі взаємодія гравця з грою зосереджена на приготуванні напоїв на основі наданих інструкцій, а потім подачі їх персонажам. Однак ігровий досвід в першу чергу заснований на розповіді та діалогах, оскільки, обслуговуючи персонажів, гравець також слухає їхні історії та переживання. Гра також включає сцени за межами бару, наприклад, вдома у Джилл, де гравці можуть вести текстові розмови та користуватися додатками на її телефоні. Гравці також можуть відвідувати магазини і купувати речі на гроші, які вони заробляють, працюючи в барі, щоб прикрасити будинок Джилл, а також платити за оренду. Щастя Джилл вдома допомагає їй залишатися більш зосередженою на роботі, а також робить її більш пристосованою до пропозицій коктейлів. Гравці дізнаються про світ VA-11 Hall-A через відвідувачів бару та добірку новин на своєму ігровому планшетному комп'ютері на початку кожного дня. На початку кожного робочого дня гравець створює власний музичний плейлист для гри в музичному автоматі в барі. Робота Бармена
На створення напоїв немає обмежень у часі. Якщо гравець припускається помилки при створенні напою, він може просто скинути замовлення і почати спочатку; таким чином, в ігровому процесі відсутня реальна напруга. Створення бездоганних напоїв приносить гравцеві більше грошей у вигляді чайових. Для створення напою є п'ять різних інгредієнтів, які гравець може змішувати між собою:
- Адельгід (солодкий смак)[7]
- Екстракт Бронсона (яскравий смак)[7]
- Порошкоподібна дельта (колишня щуряча отрута)[7]
- Фланергід (гострий удар)[7]

- Кармотрин (робить напій алкогольним)[7]

Хоча інгредієнти є вигаданими, змішуючи їх разом, можна створити і невигадані коктейлі, такі як "Пілдрайвер" або "Блакитна фея". Щоб додати додаткової різноманітності, відвідувачі бару можуть попросити один, кілька або один великий напій; ці напої можуть подаватися як витриманими, так і з льодом. Гравці також повинні звертати увагу на те, що насправді хочуть відвідувачі, і це може відрізнятися від того, що вони замовляють. Наприклад, персонаж може відчувати депресію і просити солодкий напій, хоча гравець натомість дасть йому випивку, щоб допомогти забути про свої проблеми, і це матиме кращий ефект. З іншого боку, гравець може зробити персонажа щасливим, поговоривши з ним, замість того, щоб дозволити йому підживлювати свій алкоголізм. У різні моменти гравець також може змінити напій клієнта, наприклад, додати кармотрин у коктейль, який раніше був безалкогольним. Таким чином, гравець створює нові сценарії, просуваючись у грі.
До напою можна додавати додаткові інгредієнти, використання яких змінює ступінь сп'яніння гравця. У VA-11 Hall-A немає діалогових опцій, єдина інтерактивність полягає у приготуванні напоїв на замовлення клієнтів. Здебільшого клієнти точно кажуть гравцеві, чого вони хочуть, хоча деякі з них можуть бути більш загадковими, наприклад, просячи певний смак. Таким чином, VA-11 Hall-A містить нелінійний ігролад у вигляді розгалужених сюжетних ліній, хоча він залежить не від традиційного вибору, а від напоїв, які гравець готує. Також існує книга рецептів, де можна знайти рецепти всіх напоїв, які можна приготувати. Sukeban Games заявляє, що вони сподіваються, що книга, про яку просили в пролозі гри, допоможе барменам "відчувати себе більш органічно", а також дозволить гравцям експериментувати.
Поки персонажі п'ють, вони також спілкуються з гравцем. Залежно від того, наскільки добре гравець пам'ятає рецепти напоїв та вміє створювати напої відповідно до вподобань клієнтів, такі розмови змінюються, так само як і загальна сюжетна лінія, яка залежить від загальної компетентності гравця. Дизайнер Крістофер Ортіс зазначив, що механіку роботи бармена у VA-11 Hall-A було зроблено так, щоб навмисно "дражнити розум гравця, змушуючи його робити нестандартні речі", на противагу тому, щоб "грати як машина, завжди подаючи те, що хоче відвідувач, ніколи не ставлячи під сумнів те, що він робить". Традиційних візуальних варіантів діалогів, які гравець міг обрати, навмисно уникали, оскільки вони втручалися у тонкощі гри.